# Prothoe ribbei
Prothoe ribbei é uma borboleta australasiana da família Nymphalidae e subfamília Charaxinae, ocorrendo no arquipélago das Ilhas Salomão. Sua espécie foi proposta por Rothschild, em 1895, na obra Novitates Zoologicae, com esta denominação e com seu tipo nomenclatural coletado em Bougainville.

## Descrição
Vista por cima, apresenta o padrão geral de coloração negro-amarronzada, com áreas mais claras, amareladas, em manchas centrais nas asas anteriores e posteriores. Apresenta grossas extremidades caudais, em ângulo.

## Subespécies
P. ribbei possui três subespécies:
- Prothoe ribbei ribbei - Descrita por Rothschild em 1895, de espécime proveniente de Bougainville.
- Prothoe ribbei praesignis - Descrita por Fruhstorfer, de espécime proveniente da ilha Choiseul.
- Prothoe ribbei necopinata - Descrita por Fruhstorfer, de espécime proveniente das ilhas Salomão.